# مقاطعة أوسيج (ميزوري)
مقاطعة أوساج (بالإنجليزية: Osage County)‏ هي إحدى المقاطعات في ولاية ميزوري في الولايات المتحدة الأمريكية.